# Zeenat Karzai
Zeenat Quraishi Karzai, née en 1970, est l'épouse de l'ancien président (en) afghan Hamid Karzai et est la première dame d'Afghanistan de 2001 à 2014. Originaire de la ville de Kandahar, elle déménage à Kaboul, où elle vit à l'Arg (le palais présidentiel) avec son mari et leurs quatre enfants.

## Biographie

### Jeunesse et carrière
Née en 1970 et élevée à Kandahar, en Afghanistan, fille d'un fonctionnaire, Zenat Karzai déménage à Kaboul après le lycée pour rejoindre l'Université de Kaboul.
Elle est gynécologue de profession et travaille dans des hôpitaux traitant des réfugiés afghans au Pakistan avant d'épouser Hamid Karzai.

### Famille

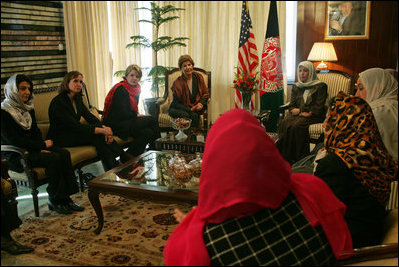
Zeenat Karzai avec Laura Bush, alors Première Dame des États-Unis, discutant avec d'autres femmes.

D'origine pachtoune, Zenat Karzai appartient à la lignée familiale Quraish, et son mari est de la tribu Popalzai (en).
En 1993, elle et sa famille échappent à la guerre civile pour rejoindre Quetta, au Baloutchistan, au Pakistan.
Elle est une parente éloignée de Hamid Karzai.
Le couple a un fils et trois filles,.
Pour un président reconnu pour avoir aidé les femmes afghanes à recouvrer leurs droits civils, Hamid Karzai est critiqué pour être trop conservateur avec sa propre épouse. Beaucoup accusent le président afghan de tenir la première dame hors de portée des médias par crainte des critiques des mollahs conservateurs et des chefs religieux.